# Československá hokejová reprezentace v sezóně 1956/1957
Československá hokejová reprezentace v sezóně 1956/1957 sehrála celkem 12 zápasů.

## Přehled mezistátních zápasů
| Pořadí | Datum             | Soupeř   | Výsledek              | Soutěž                 | Místo utkání |
| ------ | ----------------- | -------- | --------------------- | ---------------------- | ------------ |
| 283.   | 19. října 1956    | Švédsko  | 3:2 (1:1, 1:0, 1:1)   | přátelsky              | Plzeň        |
| 284.   | 21. října 1956    | Švédsko  | 7:1 (3:0, 1:1, 3:0)   | přátelsky              | Praha        |
| 285.   | 12. prosince 1956 | SSSR     | 0:1 (0:1, 0:0, 0:0)   | přátelsky              | Moskva       |
| 286.   | 13. prosince 1956 | SSSR     | 2:2 (0:0, 1:2, 1:0)   | přátelsky              | Moskva       |
| 287.   | 3. ledna 1957     | SSSR     | 2:2 (1:1, 1:0, 0:1)   | přátelsky              | Praha        |
| 288.   | 24. února 1957    | Rakousko | 9:0 (4:0, 2:0, 3:0)   | Mistrovství světa 1957 | Moskva       |
| 289.   | 25. února 1957    | NDR      | 15:1 (6:1, 5:0, 4:0)  | Mistrovství světa 1957 | Moskva       |
| 290.   | 27. února 1957    | Švédsko  | 0:2 (0:0, 0:1, 0:1)   | Mistrovství světa 1957 | Moskva       |
| 291.   | 28. února 1957    | Finsko   | 3:0 (0:0, 1:0, 2:0)   | Mistrovství světa 1957 | Moskva       |
| 292.   | 2. března 1957    | SSSR     | 2:2 (0:0, 1:1, 1:1)   | Mistrovství světa 1957 | Moskva       |
| 293.   | 4. března 1957    | Japonsko | 25:1 (11:0, 7:0, 7:1) | Mistrovství světa 1957 | Moskva       |
| 294.   | 5. března 1957    | Polsko   | 12:3 (3:1, 6:1, 3:1)  | Mistrovství světa 1957 | Moskva       |

## Bilance sezóny 1956/57
| Soupeř   | Zápasy | Výhry | Remízy | Prohry | Skóre |
| -------- | ------ | ----- | ------ | ------ | ----- |
| Finsko   | 1      | 1     | 0      | 0      | 3:0   |
| Japonsko | 1      | 1     | 0      | 0      | 25:1  |
| NDR      | 1      | 1     | 0      | 0      | 15:1  |
| Polsko   | 1      | 1     | 0      | 0      | 12:3  |
| Rakousko | 1      | 1     | 0      | 0      | 9:0   |
| SSSR     | 4      | 0     | 3      | 1      | 6:7   |
| Švédsko  | 3      | 2     | 0      | 1      | 10:5  |
| Celkem   | 12     | 6     | 4      | 2      | 44:37 |

## Další zápasy reprezentace
| Datum              | Soupeř                                  | Výsledek             | Soutěž    | Místo utkání    |
| 10. listopadu 1956 | Young Sprinters                         | 12:3 (1:2, 4:0, 7:1) | přátelsky | Neuchâtel       |
| 12. listopadu 1956 | Paisley Pirates                         | 1:2 (0:1, 1:1, 0:0)  | přátelsky | Glasgow         |
| 14. listopadu 1956 | Harringay Racers                        | 3:3 (0:0, 3:3, 0:0)  | přátelsky | Londýn          |
| 15. listopadu 1956 | Wembley Lions                           | 3:6 (1:1, 1:2, 1:3)  | přátelsky | Londýn          |
| 17. listopadu 1956 | výběr Anglie                            | 18:2 (4:1, 5:0, 9:1) | přátelsky | Southampton     |
| 19. listopadu 1956 | Nottingham Panthers                     | 2:3 (0:1, 1:2, 1:0)  | přátelsky | Nottingham      |
| 20. listopadu 1956 | Brighton Tigers                         | 7:9 (1:1, 2:6, 4:2)  | přátelsky | Brighton        |
| 21. listopadu 1956 | Evropští Kanaďané                       | 3:4 (1:0, 1:2, 1:2)  | přátelsky | Haag            |
| 8. prosince 1956   | YHHC Haag                               | 13:1 (4:0, 5:1, 4:0) | přátelsky | Haag            |
| 7. ledna 1957      | EV Füssen                               | 6:5 (0:1, 4:2, 2:2)  | přátelsky | Füssen          |
| 8. ledna 1957      | SC Riessersee, EC Bad Tölz, SC Wessling | 10:4                 | přátelsky | Mnichov         |
| 10. ledna 1957     | Krefelder EV, EHC Preussen Krefeld      | 5:1 (0:0, 3:0, 2:1)  | přátelsky | Düsseldorf      |
| 11. ledna 1957     | Krefelder EV, EHC Preussen Krefeld      | 11:1 (7:0, 1:0, 3:1) | přátelsky | Kolín nad Rýnem |
| 13. ledna 1957     | Antverpy, YHHC Haag                     | 10:5 (1:1, 5:2, 4:2) | přátelsky | Antverpy        |
| 14. ledna 1957     | Evropští Kanaďané                       | 2:4 (1:1, 1:1, 0:2)  | přátelsky | Haag            |

## Přátelské mezistátní zápasy
Československo –  Švédsko	3:2 (1:1, 1:0, 1:1)
19. října 1956 – Plzeň

Branky a nahrávky Československa: 13. Vlastimil Bubník (Bronislav Danda), 35. Stanislav Bacílek (František Tikal), 44. Josef Seiler (Stanislav Sventek, Karel Šůna).

Branky a nahrávky Švédska: 20. Ronald Pettersson (Tore Sundin), 58. Nisse Nilsson (Lars Björn).

Rozhodčí: Peter Müller (SUI), Hans-Rudolf Braun (SUI)

Vyloučení: 1:0 (využití 0:0)
ČSR: Jan Vodička – Karel Gut, Stanislav Sventek, František Tikal, Stanislav Bacílek – Vlastimil Bubník, Slavomír Bartoň, Bronislav Danda – Zdeněk Návrat, František Vaněk, Bohumil Prošek – Josef Seiler, Václav Pantůček, Karel Šůna
Švédsko: Yngve Casslind – Ove Malmberg, Lars Björn, Hans Svedberg, Vilgot Larsson – Ronald Pettersson, Tore Sundin, Lars-Eric Lundvall – Sigurd Bröms, Nisse Nilsson, Bengt Börnström – Runar Söderström, Einar Granath, Erling Lindström.
 Československo –  Švédsko	7:1 (3:0, 1:1, 3:0)
21. října 1956 – Praha

Branky Československa: 3. Vlastimil Bubník, 10. Karel Šůna, 14. Bronislav Danda, 21. Karel Gut, 43. Stanislav Bacílek, 46. Václav Pantůček, 48. Zdeněk Návrat.

Branky Švédska: 36. Tore Sundin.

Rozhodčí: Peter Müller (SUI), Hans-Rudolf Braun (SUI)

Vyloučení: 1:4 (využití 1:0)
ČSR: Jan Vodička – Karel Gut, Stanislav Sventek (Jan Kasper), František Tikal, Stanislav Bacílek – Vlastimil Bubník, Slavomír Bartoň, Bronislav Danda – Zdeněk Návrat, František Vaněk, Bohumil Prošek – Josef Seiler, Václav Pantůček, Karel Šůna (Josef Barta).
Švédsko: Yngve Johanson – Ove Malmberg, Lars Björn, Hans Svedberg, Vilgot Larsson – Ronald Pettersson, Tore Sundin, Lars-Eric Lundvall – Sigurd Bröms, Nisse Nilsson, Bengt Börnström – Folke Aronsson, Einar Granath, Erling Lindström.
 Československo –  SSSR 	0:1 (0:1, 0:0, 0:0)
12. prosince 1956 – Moskva

Branky a nahrávky SSSR: 18:14 Alexej Guryšev (Jurij Panťuchov).

Rozhodčí: Jan Wycisk (POL), Jerzy Zarzycki (POL)

Vyloučení: 0:0
ČSR: Karel Straka – Karel Gut, František Tikal, Stanislav Nepomucký, Stanislav Sventek – Miloslav Pospíšil, Václav Pantůček, Zdeněk Hlásek – Ladislav Grabovský, František Vaněk, Zdeněk Návrat – Miroslav Vlach, Slavomír Bartoň, Vlastimil Hajšman
SSSR: Nikolaj Pučkov – Nikolaj Sologubov, Ivan Tregubov, Dmitrij Ukolov, Genrich Sidorenkov – Jevgenij Babič, Viktor Šuvalov, Vsevolod Bobrov – Nikolaj Chlystov, Alexej Guryšev, Jurij Panťuchov – Alexandr Komarov, Alexandr Uvarov, Valentin Kuzin
 Československo –  SSSR 	2:2 (0:0, 1:2, 1:0)
13. prosince 1956 – Moskva

Branky a nahrávky Československa: 38. Miroslav Vlach (Vlastimil Hajšman, Slavomír Bartoň), 57. František Vaněk.

Branky a nahrávky SSSR: 33. Viktor Šuvalov, 35. Vsevolod Bobrov (Nikolaj Sologubov).

Rozhodčí: Jan Wycisk (POL), Jerzy Zarzycki (POL)

Vyloučení: 2:1 (využití 0:0)
ČSR: Vladimír Nadrchal – Karel Gut, František Tikal, Stanislav Nepomucký, Stanislav Bacílek – Zdeněk Návrat, František Vaněk, Ladislav Grabovský – Zdeněk Hlásek, Václav Pantůček, Miloslav Pospíšil – Vlastimil Hajšman, Slavomír Bartoň, Miroslav Vlach
SSSR: Nikolaj Pučkov – Nikolaj Sologubov, Ivan Tregubov, Dmitrij Ukolov, Genrich Sidorenkov – Jevgenij Babič, Viktor Šuvalov, Vsevolod Bobrov – Nikolaj Chlystov, Alexej Guryšev, Jurij Panťuchov – Alexandr Komarov, Alexandr Uvarov, Valentin Kuzin
 Československo –  SSSR 	2:2 (1:1, 1:0, 0:1)
3. ledna 1957 – Praha

Branky a nahrávky Československa: 7. Slavomír Bartoň, 31. Ladislav Grabovský (Slavomír Bartoň).

Branky a nahrávky SSSR: 15. Ivan Tregubov, 44. Konstantin Loktěv.

Rozhodčí: Wilhelm Egginger (FRG), Richard Wägner (FRG)

Vyloučení: 4:6 (využití 0:1) z toho Ivan Tregubov na 10 minut.                                                
ČSR: Karel Straka – Karel Gut, František Tikal, Stanislav Bacílek, Stanislav Nepomucký, Jan Kasper – Vlastimil Bubník, Václav Pantůček, Ladislav Grabovský – Zdeněk Hlásek, František Vaněk, Miloslav Pospíšil – Miloslav Šašek, Slavomír Bartoň, Miroslav Vlach
SSSR: Nikolaj Pučkov – Ivan Tregubov, Vitalij Kostarev, Genrich Sidorenkov, Dmitrij Ukolov – Jevgenij Babič, Viktor Šuvalov, Vsevolod Bobrov – Jurij Panťuchov, Alexej Guryšev, Nikolaj Chlystov - Konstantin Loktěv, Veniamin Alexandrov, Alexandr Čerepanov – Valentin Kuzin.

## Další zápasy reprezentace
Československo –  Young Sprinters 12:3 (1:2, 4:0, 7:1)
10. listopadu 1956 – Neuchatel

Branka Československa: 3x Václav Pantůček, 2x František Vaněk, 2x Slavomír Bartoň, 2x Zdeněk Návrat, Josef Seiler, Bohumil Prošek, Bronislav Danda.

Branky Young Sprinters: Orville Martini, Gian Bazzy, Fritz Naef.

Rozhodčí: Tofeel (SUI), Breitenstein (SUI)
ČSR: Karel Straka - Karel Gut, Stanislav Sventek, Stanislav Bacílek, Jan Kasper - Vlastimil Bubník, Slavomír Bartoň, Bronislav Danda - Zdeněk Návrat, František Vaněk, Bohumil Prošek - Karel Šůna, Václav Pantůček, Josef Seiler.
Young Sprinters: Jean Ayer - Ubersax, Grieder, Renaud, Émile Golaz, Adler - Zimmerman, Orville Martini, Francis Blank - Nussbaum, Gian Bazzi, Caseel - Fritz Naef, Denison, Montpelli.
 Československo –  Paisley Pirates 1:2 (0:1, 1:1, 0:0)
12. listopadu 1956 – Glasgow

Branka Československa: 34. Slavomír Bartoň.

Branky Paisley Pirates: 12. Tom Lemon, 27. Tom Lemon.

Rozhodčí: Cross (GBR), Beaton (GBR)
ČSR: Jan Vodička - Karel Gut, Stanislav Sventek, Stanislav Bacílek, Jan Kasper, Jaromír Bünter - Vlastimil Bubník,Slavomír Bartoň, Bronislav Danda - Zdeněk Návrat, František Vaněk, Bohumil Prošek - Karel Šůna, Václav Pantůček, Karol Fako.
Paisley Pirates: Norm Cavasin - James Syme, Ray Boucher, Gerry Corriveau, Joe Brown - Billy Brennan, Tom Lemon, Bill Crafort - Syd Arnold, Bert Oig, Merv Phyllis - Hayne, Cherry, Ted McDonnell.
 Československo –  Harringay Racers 3:3 (0:0, 3:3, 0:0)
14. listopadu 1956 – Londýn

Branky Československa: 30. Vlastimil Bubník, 33. František Vaněk, 37. Stanislav Sventek.

Branky Harringay Racers: 25. Vic Kreklewetz, 31. Ray Maisonneuve, 32. Ray Maisonneuve.

Rozhodčí: Ernest Leacock (GBR), Cappel (GBR)
ČSR: Karel Straka - Karel Gut, Stanislav Sventek, Stanislav Bacílek, Jan Kasper - Vlastimil Bubník, Slavomír Bartoň, Bronislav Danda (41. Josef Barta) - Zdeněk Návrat, František Vaněk, Bohumil Prošek - Karel Šůna, Václav Pantůček, Josef Seiler.
Harringay Racers: Al Holliday - Johnny Carlyle, Bill Robinson, Vic Fildes, Fred Hall - Ray Maisonneuve, Vic Kreklewetz, Bill Glennie - Roger Maisonneuve, Dave Trainor, Vic Howe - Marshall Key.
 Československo –  Wembley Lions 3:6 (1:1, 1:2, 1:3)
15. listopadu 1956 – Londýn

Branky Československa: 10. Vlastimil Bubník, 21. Bohumil Prošek, 3:4 Slavomír Bartoň.

Branky Wembley Lions: 1:1 Ray Maisonneuve, 2:2 Gerry Frizzelle, 2:3 Ray Maisonneuve, 2:4 Les Anning, 3:5 Ken Booth, 3:6 Gerry Frizzelle.

Rozhodčí: Lewthwalte (GBR), Pearson (GBR)
ČSR: Jan Vodička - Karel Gut, Stanislav Sventek, Stanislav Bacílek, Jan Kasper - Vlastimil Bubník, Slavomír Bartoň, Bronislav Danda - Zdeněk Návrat, František Vaněk, Bohumil Prošek - Karel Šůna, Václav Pantůček, Josef Seiler - Josef Barta.
Wembley Lions: Ron Kilbey - Allan Lee, Clarence Rost, Roy Shepherd, Curly Leachman - Les Anning, Ken Booth, Leslie Strongman - Gordon Scott, Gerry Frizzelle, Ray Maisonneuve.
 Československo –  výběr Anglie  18:2 (4:1, 5:0, 9:1)
17. listopadu 1956 – Southampton

Branky Československa: 6x Vlastimil Bubník, 3x Václav Pantůček, 3x Slavomír Bartoň, 2x Zdeněk Návrat, František Vaněk, Bohumil Prošek, Bronislav Danda, Josef Seiler.

Branky Anglie: Gardner, Frasher.

Rozhodčí: Smith (GBR), Mesquita (GBR)
ČSR: Karel Straka - Jaromír Bünter, Stanislav Bacílek, Karel Gut, Stanislav Sventek - Vlastimil Bubník, Slavomír Bartoň, Bronislav Danda - František Vaněk, Bohumil Prošek, Zdeněk Návrat - Josef Seiler, Václav Pantůček, Josef Barta.
výběr Anglie: Huddlestone - Hammond, Winemaster, Neil, Al Smith - Frasher, Gardner, Millard - Mitchell, Bert Smith, Forbes - Green.
 Československo –  Nottingham Panthers  2:3 (0:1, 1:2, 1:0)
19. listopadu 1956 – Nottingham

Branky Československa: 35. Stanislav Sventek, 50. Zdeněk Návrat.

Branky Nottingham Panthers: 20. Jim Gebhardt, 32. Jim Gebhardt, 39. Chick Zamick.

Rozhodčí: Wanless (GBR), Pearson (GBR)
ČSR: Jan Vodička (21. Karel Straka) - Karel Gut, Stanislav Sventek, Stanislav Bacílek, Jan Kasper - Vlastimil Bubník, Václav Pantůček, Bronislav Danda - Zdeněk Návrat, František Vaněk, Karel Šůna - Josef Barta, Slavomír Bartoň, Josef Seiler (Karol Fako).
Nottingham Panthers: Jack Siemon - Lorne Smith, Ken Westman, Gerry Watson, Jim Gebhardt - Flynn, Chick Zamick, Jerry Hudson - Lawson Neil, Townsend, Salml.
 Československo –  Brighton Tigers  7:9 (1:1, 2:6, 4:2)
20. listopadu 1956 – Brighton

Branky Československa: 1:1 13. Slavomír Bartoň, 2:1 Bronislav Danda, 3:4 Karel Gut, 4:7 43. Václav Pantůček, 5:8 Vlastimil Bubník, 6:8 Jan Kasper, 7:9 55. Stanislav Sventek.

Branky Brighton Tigers: 0:1 8. Fred Denny, 2:2 Jack McDonald, 2:3 Bobby McNeil, 2:4 Fred Denny, 3:5 Fred Denny, 3:6 Fred Denny, 3:7 Bobby McNeil, 4:8 44. Larry Winder, 6:9 53. Larry Winder.

Rozhodčí: Lewthwalte (GBR), Chappell (GBR)
ČSR: Karel Straka - Karel Gut (Slavomír Bartoň), Stanislav Sventek, Stanislav Bacílek, Jan Kasper - Vlastimil Bubník, Slavomír Bartoň (Václav Pantůček), Bronislav Danda - Zdeněk Návrat, Václav Pantůček (František Vaněk), František Vaněk (Josef Barta).
Brighton Tigers: Toni Parisi - Johnny Oxley, E. Kurz, Jack Yucytus, Bob Wood - Fred Denny, Jack McDonald, Bobby McNeil - Larry Winder, Joe Connors, Ken Gardner.
 Československo – Evropští Kanaďané  3:4 (1:0, 1:2, 1:2) 
21. listopadu 1956 – Haag

Branky Československa: 1:0 20. Slavomír Bartoň, 2:2 23. František Vaněk, 3:2 45. František Vaněk

Branky Evropských Kanaďanů: 1:1 23. Gelinas, 2:1 23. Gelinas, 3:3 47. Gelinas, 3:4 55. E. Kurz.

Rozhodčí: De Blanc (NED), Ernst (NED)
ČSR: Karel Straka - Karel Gut, Stanislav Sventek, Stanislav Bacílek, Jan Kasper - Vlastimil Bubník, Václav Pantůček, Bronislav Danda - Zdeněk Návrat, František Vaněk, Josef Barta - Josef Seiler, Slavomír Bartoň, Karol Fako.
 Československo –  YHHC Haag  13:1 (4:0, 5:1, 4:0) 
8. prosince 1956 – Praha

Branky Československa: 3x Vlastimil Bubník, 3x Václav Pantůček, 2x Miroslav Vlach, Karel Gut, Stanislav Bacílek, Zdeněk Návrat, Ladislav Grabovský, Stanislav Nepomucký.

Branka YHHC Haag: Gay.

Rozhodčí: Václav Beránek (TCH), Vůjtěch (TCH)
ČSR: Karel Straka - Karel Gut, František Tikal, Stanislav Bacílek, Stanislav Nepomucký - Vlastimil Bubník, Václav Pantůček, Ladislav Grabovský – Zdeněk Návrat, František Vaněk, Miloslav Pospíšil – Zdeněk Hlásek, Slavomír Bartoň, Miroslav Vlach.
YHHC Haag: Schultz - Arie Klein, Hudson, Watson, Westman - Flins, Buis, Smith - Gay, Greely, Pete Laliberté - Hermer, Townsend, Smith.
 Československo –  EV Füssen    6:5 (0:1, 4:2, 2:2)  
7. ledna 1957 – Füssen

Branky Československa: 2x Miroslav Vlach, Slavomír Bartoň, Václav Pantůček, Miloslav Pospíšil, Jiří Pokorný.

Branky Füssenu: 2x Ernst Trautwein, Markus Eggen, Max Pfeferle.

Rozhodčí: Klopfer (GER), Bock (GER)
ČSR: Vladimír Nadrchal - Karel Gut, František Tikal, Stanislav Bacílek, Stanislav Nepomucký - Vlastimil Bubník, Václav Pantůček, Ladislav Grabovský – Zdeněk Hlásek, František Vaněk, Miloslav Pospíšil – Jiří Pokorný, Slavomír Bartoň, Miroslav Vlach.
EV Füssen: Karl Fischer - Ernst Eggenbauer, Martin Beck, Paul Ambros - Max Pfefferle, Markus Egen, Ernst Trautwein - Georg Gugemos, Xaver Unsin, Fritz Kleber.
 Československo –  SC Riessersee, EC Bad Tölz, SC Wessling 10:4 
8. ledna 1957 – Mnichov

Branky Československa: 3x Ladislav Grabovský, 2x Václav Pantůček, Bohumil Prošek, Vlastimil Bubník, Miroslav Vlach, Jiří Pokorný, Jan Kasper.

Branky kombinovaného mužstva: Hans Rampf, Artur Endres, Jakob Probst, vlastní Karel Gut.

Rozhodčí: Egginger (GER), Ostermayer (GER)
ČSR: Karel Straka - Karel Gut, František Tikal, Stanislav Nepomucký, Jan Kasper - Vlastimil Bubník, Václav Pantůček, Ladislav Grabovský – Zdeněk Hlásek, Bohumil Prošek, Miloslav Pospíšil – Jiří Pokorný, Slavomír Bartoň, Miroslav Vlach.
Kombinované mužstvo: Michael Hobelsberger - Anton Biersack, Peter Grüner, Hans Huber, Mike Daski, Martin Zach - Xaver Breitsamer, Lorenz Fries, Rudolf Pittrich - Hans Rampf, Georg Eberl, Jakob Probst - Edelmann, Artur Endres, Worschhauser.
 Československo –  Krefelder EV, EHC Preussen Krefeld 5:1 (0:0, 3:0, 2:1)  
10. ledna 1957 – Düsseldorf

Branky Československa: Václav Pantůček, Jiří Pokorný, Zdeněk Hlásek, Jan Kasper, Vlastimil Bubník.

Branky Krefeldu: Ulrich Eckstein.

Rozhodčí: Wagner (GER), Kromershof (GER)
ČSR: Vladimír Nadrchal - Karel Gut, František Tikal, Jan Kasper, Stanislav Bacílek - Vlastimil Bubník, Václav Pantůček, Ladislav Grabovský – Zdeněk Hlásek, František Vaněk, Miloslav Charouzd -  Jiří Pokorný, Slavomír Bartoň, Miroslav Vlach.
Krefeld: Ulrich Jansen - Karl Bierschel, Günther Jochems, Johann Langhans, Karl-Heinz Zippel – Robert Haas, Ulrich Eckstein, Remigius Wellen - Metzer, Rainer Kossmann, Lothar Sillenberg – Herbert Knaust, Herbert Schindler, Manfred Schütz.
 Československo –  Krefelder EV, EHC Preussen Krefeld 11:1 (7:0, 1:0, 3:1) 
11. ledna 1957 – Kolín nad Rýnem

Branky Československa: 4x Vaněk, 2x Bubník, 2x Vlach, Nepomucký, Kasper, Bacílek.

Branky Krefeldu: Ulrich Eckstein.

Rozhodčí: Perkuhn (GER), Krulls (GER)
ČSR: Karel Straka - Karel Gut, František Tikal, Stanislav Nepomucký, Stanislav Bacílek - Vlastimil Bubník, Bohumil Prošek, Ladislav Grabovský – Zdeněk Hlásek, František Vaněk, Miloslav Charouzd (21. Jan Kasper) -  Jiří Pokorný, Slavomír Bartoň, Miroslav Vlach.
Krefeld: Hans-Richard Obermann - Karl Bierschel, Günther Jochems, Breutenber, Mitenko - Robert Haas, Ulrich Eckstein, Remigius Wellen - Metzer, Rainer Kossmann, Lothar Sillenberg - Schwarz, Herbert Schindler, Manfred Schütz.
 Československo –  Antverpy IHC,  YHHC Haag  10:5 (1:1, 5:2, 4:2) 
13. ledna 1957 – Antverpy

Branky Československa: 3x Karel Gut, 2x Miroslav Vlach, 2x František Vaněk, Slavomír Bartoň, František Tikal, Jan Kasper.

Branky Antverp a Haagu: 2x Guay, 2x Greley, Pete Laliberté.
ČSR: Vladimír Nadrchal - Karel Gut, František Tikal, Jan Kasper, Stanislav Nepomucký - Vlastimil Bubník (Bohumil Prošek), Bohumil Prošek (Václav Pantůček), Ladislav Grabovský – Zdeněk Hlásek, František Vaněk, Miloslav Pospíšil – Jiří Pokorný, Slavomír Bartoň, Miroslav Vlach.
Antverpy a Haag: Heirman - Ferrier, Papik, Auciaux  – Greley, Pete Laliberté, Guay - Gentil Noterman, Jacques Moris, Osburn - Brown.
 Československo – Evropští Kanaďané  2:4 (1:1, 1:1, 0:2)  
13. ledna 1957 – Haag

Branky Československa: 1:0 Jiří Pokorný, 2:1 Miloslav Pospíšil.

Branky Evropských Kanaďanů: 1:1 Winder, 2:2 Pete Laliberté, 2:3 Pete Laliberté, 2:4 E. Kurz.

Rozhodčí: Jan Krásl (TCH), Daly (CAN)
ČSR: Karel Straka - Karel Gut, František Tikal, Stanislav Nepomucký, Stanislav Bacílek - Vlastimil Bubník, Václav Pantůček, Ladislav Grabovský – Zdeněk Hlásek, František Vaněk, Miloslav Pospíšil – Jiří Pokorný, Slavomír Bartoň, Miroslav Vlach.
Evropští Kanaďané: Schultz - E. Kurz, Arie Klein, Jack Yucitus - Pete Laliberté, Greley, Guay - Papik, Ron Hemmerling, Winder.